# クダンクラム原子力発電所
クダンクラム原子力発電所（くだんくらむげんしりょくはつでんしょ、Koodankulam Power Plant)とはインド南端のタミル・ナードゥ州ティルネルヴェーリ県のクダンクラム地区（Koodankulam）にあるインド原子力発電公社が建設している原子力発電所である。1号機は2011年12月に商業運転開始の予定であったが、福島第一原子力発電所事故を受けて広がりをみせる住民の反対運動のため延期されていたが、2014年12月31日に商業運転を開始した。

## 概略
インド共和国(以下、インド)はIAEAに加盟していないことなどから核関連の国際協力を得ることが困難であり、最初の原子力発電所が1969年に操業を開始するなど早期から実用化していたものの、いずれも比較的小規模な発電所が多かった。
しかし、1988年にロシアと原子力発電所建設で両首脳が合意。その後中断期間を経て1997年にインドの国営企業であるインド原子力発電公社がロシアの原子力関連企業アトムストロイエクスポルトの援助を受け、ロシアの原子力企業ロスアトムにより建設工事が開始、インド初の100万kwを超える原発稼働が目指された。2004年には資材搬入用の専用港が完成、2011年初めには工事が完了し、同年7月に試験運転が行われ、12月に商業運転を開始する予定であった。
| 原子炉 | 出力(ネット値) | 出力(グロス値) | 起工日         | 臨界開始日    | 商業発電開始日 | 備考                              |
| ------ | -------------- | -------------- | -------------- | ------------- | -------------- | --------------------------------- |
| 1号炉  | 917 MW         | 1000 MW        | 2002年3月31日  | 2013年7月13日 | 2014年12月31日 | ロシア型加圧水型原子炉(VVER-V412) |
| 2号炉  | 917 MW         | 1000 MW        | 2002年7月4日   | 2016年7月10日 | 2017年3月31日  | ロシア型加圧水型原子炉(VVER-V412) |
| 3号炉  | 917 MW         | 1000 MW        | 2017年6月29日  | N/A           | N/A            | ロシア型加圧水型原子炉(VVER-V412) |
| 4号炉  | 917 MW         | 1000 MW        | 2017年10月23日 | N/A           | N/A            | ロシア型加圧水型原子炉(VVER-V412) |

## 反対運動の経緯
計画当初から反対運動は行われていたが、2001年に地元出身の元大学教授ウダヤ・クマール氏らによるNGO団体、PMANE(People's Movement Against Nuclear Energy)が設立されることにより更に活性化した。特に2011年の福島第一原子力発電所事故以降に1号機が試験運転を行ったことでより多くの住民が運動に参加した。
8月以降連日1万人以上が参加し、津波と地震に対する安全性評価や、環境影響評価の開示などを求めて、集会、デモ行進、女性たちの道路封鎖、無期限ハンストなどが行われた。9月22日、ジャヤラリター州首相は「住民の合意があるまで稼働させない」と表明し、シン首相に原発稼働断念を求めた。
しかし、2012年3月19日州首相は方向転換を発表し、稼働を許可、原発周辺地域を武装警官隊で封鎖し、物資の搬入を禁止、メディアの報道規制も行われた上、PMANE幹部への逮捕状を出した。23日にはデモなどを行った住民665人が逮捕された。その後、高等裁判所が「封鎖解除、物資搬入許可」の緊急判決を下し封鎖は解除されたが、抗議行動は続けられた。
2012年6月初めには国外からも22カ国175団体(一次集約21カ国168団体)の賛同による「インド・クダンクラム原発に反対する人々への弾圧に対する抗議声明」がインド政府、タミル・ナードゥ州政府、インド原子力発電公社に提出された。
2012年9月10日には約1,000人が参加したデモ隊に警官隊が発砲、1人が死亡、9月16日には約200人が警察に拘束されるなど弾圧が強まる中、原子炉に核燃料を入れる作業が9月19日から始まったと報じられた。
2012年9月25日には連帯の思いを伝えるため訪問した日本人3人が、入国を拒否され強制退去させられている。